# منبع‌شناسی تاریخ صفوی
منابع دوران صفوی شامل منابع تاریخی، منشآت و سفرنامه‌های سفیران کشورهای اروپایی می‌شود.
ریشه تاریخ‌نگاری صفوی به سنت تیموری هرات در نگارش تاریخ برمی‌گردد که تأثیر ثانویه‌ای هم از تاریخ‌نگاری ترکمانان غرب ایران (قراقویونلو و آق‌قویونلو) داشته‌است. برقراری وحدت سیاسی و تمرکزگرایی صفویه که منجر به براندازی حکومت‌های محلی شد، و شکل‌گیری نوعی هویت ایرانی موجب گردید که مورخان به نگارش تاریخ‌های عمومی و سلسله ای بپردازند و نگارش تاریخ‌های محلی کاهش پیدا کرد. از ابتدای صفویه تا زمان شاه عباس اول، مهم‌ترین نوع تاریخ‌نویسی، تألیف تاریخ‌های عمومی بود اما در دورهٔ شاه عباس، بیش‌تر تاریخ سلسله‌ای رایج شد؛ زیرا در دورهٔ پادشاهی شاه اسماعیل که آغاز سلسله بود و حتی دورهٔ شاه تهماسب، مورخان فقط مجال این را داشتند که تاریخ‌های عمومی بنویسند و در ضمن آن گزارشی دربارهٔ بنیان‌گذاران این سلسله بیاورند، اما در دورهٔ شاه عباس، سلسلهٔ صفوی به‌طور کامل استقرار یافته بود و مورخان نیازی نداشتند که تاریخ اسلام یا سلسله‌های پیشین را در گزارش خویش ارائه کنند. با استحکام و توسعهٔ قدرت سیاسی، مذهبی و فرهنگی صفویه، این دگرگونی در تاریخ‌نویسی نیز روی داد. تاریخ‌نگاری صفوی پس از شاه عباس به رشد خود ادامه داد. تأثیر عالم‌آرای عباسی بر تاریخ‌نگاری‌های بعدی به نحوی واضح است که مورخان پسین، مانند ولی‌قلی شاملو، نویسنده قصص الخاقانی، این کتاب را سرمشق خود قرار دادند. خود اسکندربیگ ترکمان (منشی)، نویسنده تاریخ عالم‌آرای عباسی، در این زمان شروع به نوشتن وقایع سلطنت شاه صفی تحت عنوان ذیل تاریخ عالم آرای عباسی کرد اما با مرگش در ۱۰۴۳ این کار ناتمام ماند. بنظر می‌رسد که در نگارش خلاصة السیر (تاریخ روزگار شاه صفی)، محمد معصوم بن خواجگی اصفهانی، خواسته‌است نسبت به اسکندربیگ روش نوشتاری ساده‌تری داشته باشد.